# (500) Days of Summer
(500) Days of Summer ist ein Independent-Liebesfilm aus dem Jahre 2009. Er wurde von Scott Neustadter und Michael H. Weber geschrieben, Regie führte Marc Webb. Die Protagonisten Tom und Summer werden von Joseph Gordon-Levitt und Zooey Deschanel gespielt.

## Handlung
An einem 8. Januar trifft Tom Hansen Summer Finn, die neue Assistentin seines Chefs. Tom hat Architektur studiert, arbeitet aber als Glückwunschkarten-Gestalter in Los Angeles.
Nach einem Firmen-Karaoke-Abend rutscht Toms Arbeitskollegen McKenzie heraus, dass Tom sich von Summer angezogen fühlt. In den nächsten Monaten kommen sich Summer und Tom näher. Summer sagt ihm anfangs, dass sie nicht an die „wahre Liebe“ glaube und dass sie keinen richtigen Freund haben möchte.
Tom zeigt Summer seinen Lieblingsort in Los Angeles. Es handelt sich um eine Parkbank, die eine Aussicht auf eine Anordnung von Gebäuden hat, die er mag, auch wenn sie von einigen Parkhäusern umgeben sind. Ein paar Wochen später, bei einem Date, verwickelt sich Tom in ein Handgemenge, für das Summer der Auslöser war. Dies löst ihren ersten Streit aus, doch sie versöhnen sich wieder.
Am Tag 290 machen Tom und Summer miteinander Schluss, nachdem sie den Film Die Reifeprüfung im Kino angesehen haben, einen Film, der Tom sehr viel bedeutet. Tom verkraftet die Trennung nicht gut, und sein Freund ruft Toms jüngere Schwester Rachel an, damit sie ihn beruhige.
Summer kündigt ihren Job in der Glückwunschkarten-Firma, und Toms Chef macht ihn darauf aufmerksam, dass er während seiner Depressionen doch lieber Karten zu traurigen Anlässen gestalten sollte. Tage später geht Tom zu einem Blind Date mit einer Frau namens Alison. Das Date läuft nicht gut, da er die Zeit damit verbringt, mit Alison über Summer zu reden; Alison verlässt entnervt das Date.
Monate später sind Summer und Tom zu einer Hochzeit von Millie eingeladen. Sie treffen sich schon im Zug, fangen an zu reden und tanzen später zusammen. Summer fängt sogar den geworfenen Brautstrauß. Als sie nebeneinander sitzen, lädt Summer ihn zu einer Party in ihrer Wohnung ein. Tom erhofft sich viel von dieser Einladung, wird jedoch von Summer ignoriert. Nachdem er gesehen hat, wie Summer ihren Verlobungsring einer Freundin zeigt, verlässt er die Party.
Tom verfällt einer tiefen Depression und verlässt seine Wohnung nur, um Junkfood und Alkohol zu kaufen. Einige Tage später erscheint er betrunken auf der Arbeit und kündigt. Nach einem Gespräch mit Rachel wird ihm klar, dass seine ständige Sehnsucht nach ihr durch permanente glückliche Erinnerungen projiziert wird. Tom verarbeitet seine Beziehung, indem er aus seinen Erinnerungen auch die Widersprüche und negative Anzeichen ihrer Beziehung vergegenwärtigen lässt, die er zunächst unterdrückt hatte. Eines Tages findet er plötzlich die Energie, wieder als Architekt zu arbeiten, und fängt an, sich zu bewerben und Vorstellungsgespräche zu führen.
Am Tag 488 trifft er Summer an seinem Lieblingsort, der Parkbank, wo sie über ihre Beziehung sprechen. Er wünscht ihrer Ehe und ihrem Leben alles Gute. Als er zwölf Tage später, dem 23. Mai, in einem Architektenbüro zu einem Vorstellungsgespräch eingeladen wird, trifft er auf eine Frau, die ebenfalls auf das Vorstellungsgespräch wartet. Bevor er ins Büro geht, fragt er sie, ob sie mit ihm danach Kaffee trinken gehen möchte. Als er sie nach ihrem Namen fragt, antwortet sie Autumn (‚Herbst‘).
Die häufigen Sprünge in der Chronologie der Beziehung von Tom und Summer werden mit kurzen Animationen eingeleitet, in denen man einen Baum in seinen verschiedenen jährlichen Vegetationsphasen sowie die Nummer des Tages, an dem sich die folgende Handlung ereignet hat, sieht. Das Austreiben steht dabei sinnbildlich für den Beginn der Beziehung bzw. das Aufkommen erster Gefühle von Tom für Summer; der Blattfall entsprechend für das Ende.

## Auszeichnungen

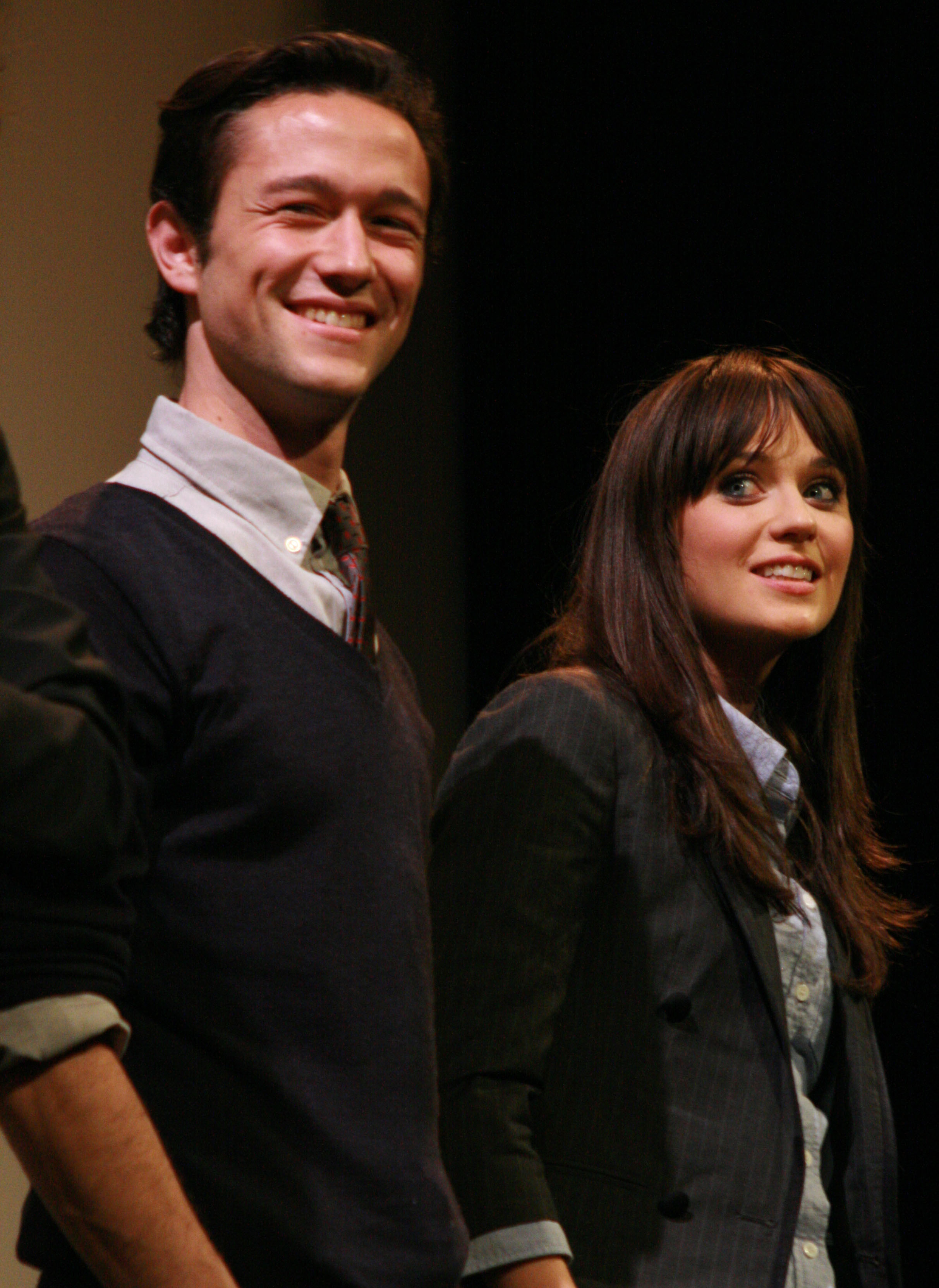
Gordon-Levitt und Deschanel bei der Filmpremiere (2009)

- Der Film erhielt eine Nominierung für den besten Film in der Kategorie Komödie/Musical bei den Golden Globes 2010. Auch Joseph Gordon-Levitt wurde als bester Hauptdarsteller in der Kategorie Komödie/Musical nominiert. Zooey Deschanel wurde für den Satellite Award als beste Hauptdarstellerin nominiert.
- Scott Neustadter und Michael H. Weber bekamen den Hollywood Film Festival’s Hollywood Breakthrough Screenwriter Award am 26. Oktober 2009.[3]

## Trivia
- An Tag 34, dem Tag, nachdem Tom und Summer das erste Mal eine Nacht zusammen verbracht haben, schaut Tom am nächsten Morgen in das Fenster eines Autos und sieht als Spiegelbild Harrison Ford, in seiner Rolle als Han Solo.

## Soundtrack
1. A Story of Boy Meets Girl – Mychael Danna and Rob Simonsen
2. Us – Regina Spektor
3. There Is A Light That Never Goes Out – The Smiths
4. Bad Kids – Black Lips
5. Please, Please, Please Let Me Get What I Want – The Smiths
6. There Goes the Fear – Doves
7. You Make My Dreams – Hall & Oates
8. Sweet Disposition – The Temper Trap
9. Quelqu’un m’a dit – Carla Bruni
10. Mushaboom – Feist
11. Hero – Regina Spektor
12. Bookends – Simon & Garfunkel
13. Vagabond – Wolfmother
14. She’s Got You High – Mumm-Ra
15. Here Comes Your Man – Meaghan Smith
16. Please, Please, Please Let Me Get What I Want – She & Him

## Erwähnenswertes
Der Film hatte ein Budget von 7,5 Millionen US-Dollar. Das weltweite Einspielergebnis betrug rund 61 Millionen US-Dollar.

## Kritik
„Der Film überzeugt durch seine guten Darsteller und die sorgfältige, einfallsreiche Inszenierung, die vom Split Screen bis zur Musical-Einlage die filmischen Mittel geschickt nutzt, ohne dass diese zum Selbstzweck geraten.“

„Eine der großen Leistungen des Films jedoch ist, dass er die Balance zwischen Drama und Komödie zu halten versteht, ohne vordergründig zu werden oder destruktiv-pessimistische Haltungen anzunehmen. […] Webbs Personenführung und das leichte, unaufgesetzte und stimmige Zusammenspiel unterschiedlicher stilistischer Elemente verleihen dem Film einen unprätentiösen Charme, der das Publikum emotional zu involvieren versteht.“